# Кубок Вандербільта
Ку́бок Вандербі́льта (англ. Vanderbilt Cup) — перше велике міжнародне змагання в автоспорті у США, організоване газетним магнатом Вільямом Кіссамом Вандербільтом II і проводилось у 1904—1916 роках. Члени родини Вандербільтів проводили ще три серії змагань під цією ж назвою у роках 1936—1937, 1960, 1996—2007.

## Перегони 1904—1906 років
Вільям Кіссам Вандербільт II, син газетного магната Вільяма Кіссема Вандербільта, народився у 1878 році та ріс у достатку. В юнацькі роки захоплювався кінним і вітрильним спортом, аж допоки не замовив із Франції трицикл виробництва «De Dion-Bouton». З тих пір, незважаючи на те, що він і надалі брав участь у регатах і навіть виборював в них призові місця, яхти відійшли на другий план, поступившись місцем швидкісним автомобілям. У 1902 році Вандербільт ставить рекорд швидкості у 102 км/год, а у 1904-му перебиває рекорд, поставлений Фордом, і досягає швидкості 148,54 км/год на автомобілі Mercedes на трасі Daytona Beach and Road Course (Ормонд-Біч, Флорида).
На ті часи американської автомобільної промисловості ще практично не було і тільки недавно було засновано Американську автомобільну асоціацію (ААА). Щоб стимулювати промисловість, у 1904 році 26-річний Вільям пропонує ААА провести автомобільні перегони в околицях його маєтку на Лонг-Айленді. Незважаючи на протести фермерів, які вважали автомобілі іграшкою для багатих, 23 серпня 1904 року власті округу Нассау дозволили перегони на дорогах загального користування, розраховуючи на прибуток від багатотисячного натовпу глядачів. Перші дві гонки мав проводити Вандербільт, а у подальшому — країна-переможець.
Правила перегонів були простими: автомобіль має бути повністю виготовлений у тій країні, яку він представляє; його маса повинна бути в межах від 400 кг до 1 т. Екіпаж кожного автомобіля складався з двох осіб (водія і механіка), мінімальна маса кожної людини — 60 кг (якщо гонщики не дотягували до цієї маси, автомобіль довантажувався баластом). Було прийнято 18 заявок — 6 з Франції, по 5 зі США та Німеччини, 2 з Італії. Одним з учасників був Елліот Шепард, небіж Вільяма Вандербільта по сестрі Маргарет.
Траса була далекою від ідеалу, хоча це була одна з найкращих доріг у США того часу. При проїзді через густонаселені місця пропонувалося знизити швидкість, одну ділянку треба було пройти не менше, ніж за 6 хвилин, іншу — не менше, ніж за 3. На дорозі було декілька залізничних переїздів — для них була своя складна процедура проїзду. Всю дорогу вимостили гравієм, а незадовго до гонки залили 90000 галонами сирої нафти щоб зменшити запиленість траси. Бризки нафтового бруду заважали гонщикам. Але це також допомагало знайти вірний шлях у лабіринті доріг. Найнебезпечніші ділянки довелося нашвидку перебудувати, і вони буквально наїжачилися гострим камінням. До того ж під селом Єрихон розлючені фермери накидали на дорогу скло і цвяхи. Щоб боротися з проколами, на трасі стояли шиноремонтні пункти. Якість їх роботи була різною; деякі компанії навіть не спромоглися влаштувати механікам тренування. Переможець Джордж Гіз, зізнався, що, прочекавши 15 хвилин, він особисто втрутився й замінив шину.
Автомобілі того часу мало чим відрізнялися від моторизованих возів. На них не було ні каркасів безпеки, ні ременів безпеки, у багатьох конструкціях застосовувалися дерев'яні рами та ручний бензонасос. Механік, що помпував пальне, не завжди дивився на дорогу, і тому саме він, а не водій, страждав найчастіше.
Перегони проводилась 8 жовтня і більше нагадувала ралі, ніж Гран-прі — машини випускалися на трасу з інтервалом у 2 хвилини. Глядачів, які розраховували побачити, як американські машини залишають європейців позаду, зібралося, за різними підрахунками, від 30 до 50 тисяч. Однак цього не сталося — в семигодинний гонці з невеликим відривом переміг французький «Панар», за кермом якого був американець Джордж Гіз, що мешкав на той час у Парижі. Не обійшлося і без нещасних випадків: на другому колі «Мерседес» Вільгельма Вернера проколов шину й перекинувся. Водій отримав травму, механіка Карла Мензеля розчавило автомобілем. Як тільки француз Альбер Клеман, що зайняв друге місце, перетнув фінішну лінію, натовп почав розходитися, незважаючи на те, що на трасі були ще інші автомобілі. Гонку зупинили, дивом обійшлося без жертв. На момент зупинки гонки на трасі залишалось на ходу всього п'ять машин.
Після гонки Клеман подав апеляцію. Справа у тому, що теоретично треба було проїхати населену зону з обмеженням швидкості, а потім зупинитись для дрібного ремонту (йшлося про доливання оливи у двигун), за це француза і затримали на 8-му колі., додаючи штрафний час. У відповідь він заявив: так поступали усі. Протест розглядав сам Вандербільт і залишив штраф у силі.
З врахуванням критики, перегони 1905 року більше не проходили через населені пункти. За новими правилам, одна країна могла виставити лише 5 машин, и щоби зібрати із 12 заявок команду США, провели відбірковий раунд — незважаючи на протести, лише двох переможців, що фінішували, взяли в команду, інші три машини, що показали кращий результат та з різних причин не фінішували..
У перегонах брали участь кращі європейські гонщики. Вінченцо Лянча, що лідирував з великим відривом, був вибитий кимось із аутсайдерів. Переможцем став Вікто́р Емері на автомобілі «Даррак». Переможець попередніх перегонів Джордж Гіз був другим.

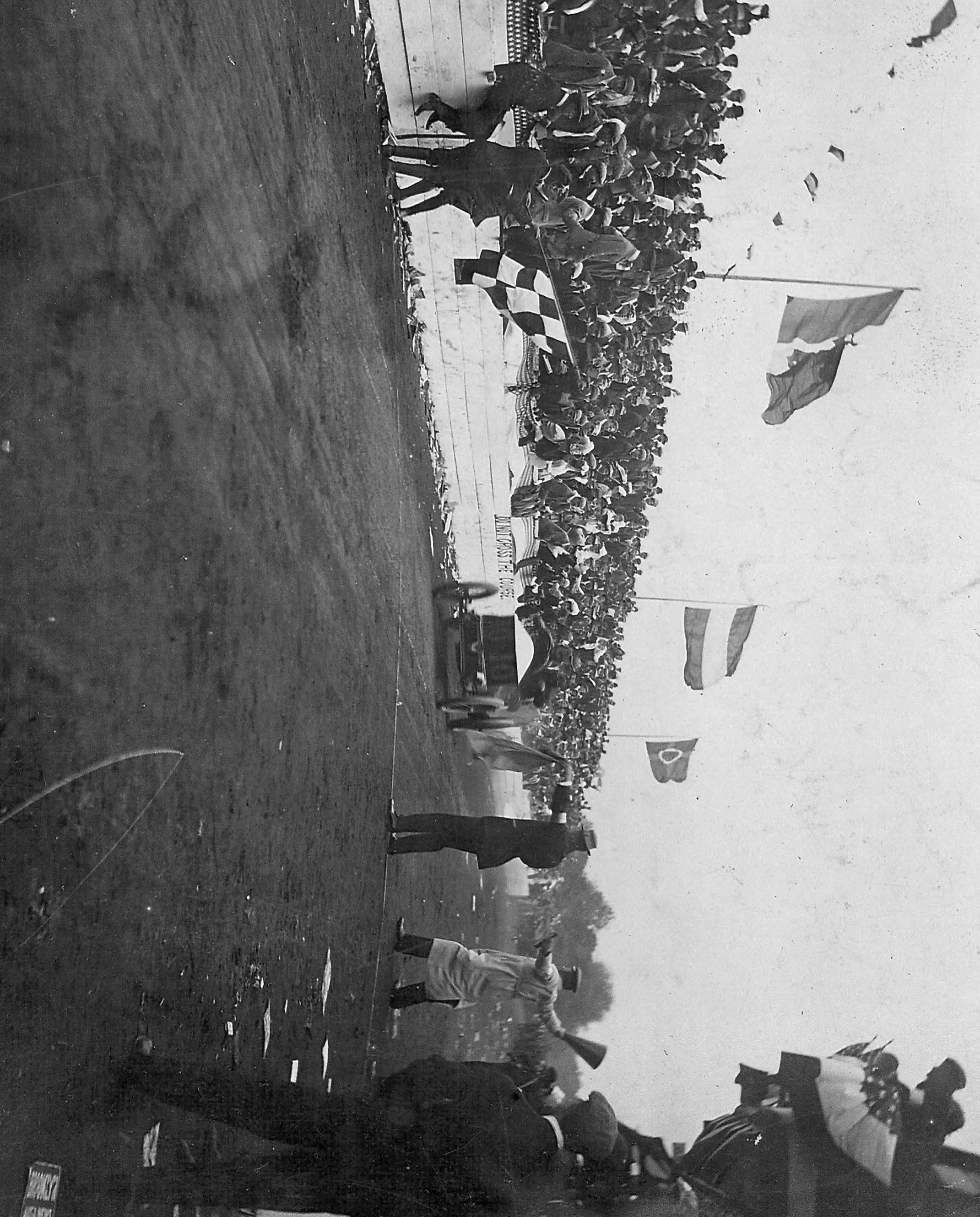
Найстаріша світлина, що збереглася, картатого прапора (кубок Вандербільта 1906)

Після перемоги Емері приймати перегони мала Франція, але Автомобільний клуб Франції не проявив зацікавленості у цьому. Так що у 1906 році перегони знову пройшли у Лонг-Айленді. Гонці було приурочено бродвейський мюзикл «Кубок Вандербільта», усі гонщики отримали місця в ложах.
Сама гонка проводилася 6 жовтня 1906 року, в ній стартувало 17 машин. На гонку прийшло понад 150 тисяч глядачів. Після старту глядачі повалили захисні бар'єри і ситуація в будь-який момент могла обернутися масовою трагедією. Щоб впоратися з натовпом, Вандербільт проїхав коло на своєму «Мерседесі», розчищаючи шлях гонщикам. Цей відчайдушний крок спрацював — незважаючи на те, що публіка перебувала в безпосередній близькості від автомобілів, загинув лише один глядач.
Через проблеми з безпекою і нападки околичних фермерів наступні перегони на звичайних дорогах проводити не було змісту.
- 1904 —  Джордж Гіз[en] (Panhard)
- 1905 —  Віктор Емері[en] (Darracq)
- 1906 —  Луї Вагнер[en] (Darracq)

## Перегони 1908—1910 років

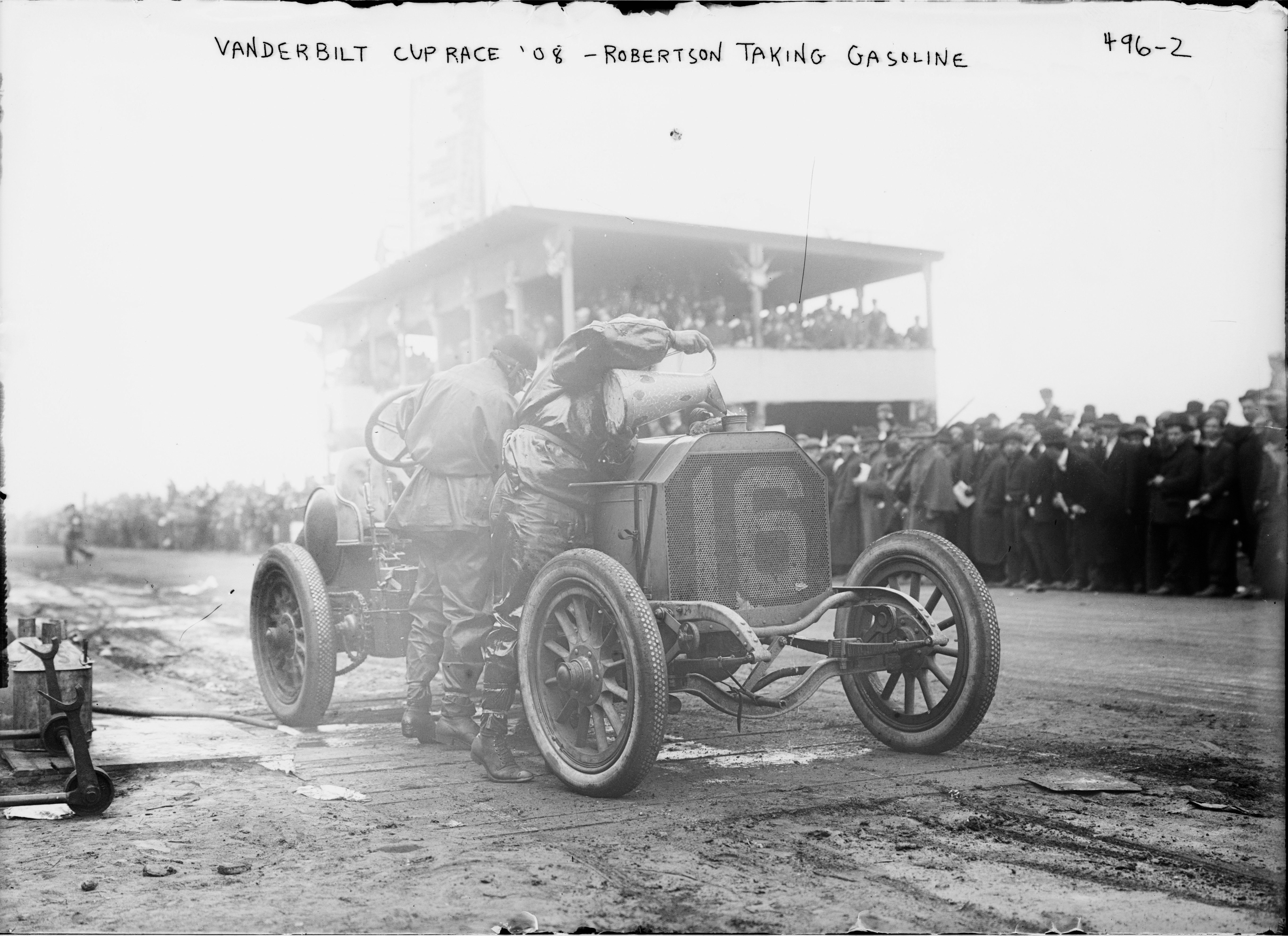
Locomobile «Old 16» Джорджа Робертсона на перегонах за Кубок Вандербільта (1908)

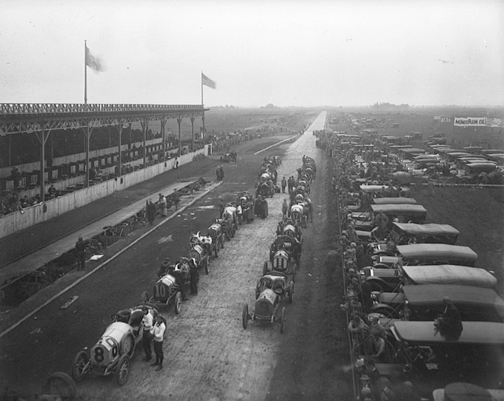
Стартова решітка у 1910 році

Проблему з фермерами Вандербільт вирішив просто: він скупив всю околичну землю. Через розбіжності зі скупкою гонку 1907 року довелось пропустити, і до перегонів 1908 року Вандербільт побудував 77-кілометрову дорогу, відому як Long Island Motor Parkway. Для проведення перегонів був обраний маршрут довжиною 26 км. Коли на трасі не проводилися перегони, вона слугувала платною дорогою загального користування. Дорогу проклали по «Золотому узбережжю Лонг-Айленда», і багатії, що там мешкали, могли ганяти собі на втіху широкою дорогою, зробленою за гоночними стандартами (хоча стандартів як таких на той час ще не було) — на дорогу не допускалась худоба і вози.
Регламент розширили — допускались серійні автомобілі з гоночними кузовами масою до 1,2 тонни. Приблизно у той же час Американський автоклуб (АКА) проводив Гран-прі США у місті Саванна, і найіменитіші європейські гонщики віддали перевагу цим перегонам порівняно з кубком Вандербільта.
В гонці переміг американець Джордж Робертсон на «Locomobile» — перша перемога американського автомобіля. Глядачі обступили автомобіль. Телефоном сигнальникам було передано тривогу; тим не менше Джо Флорида, який йшов третім, не встиг зреагувати і врізався у натовп. Було травмовано одного глядача.
У 1909 році трасу вкоротили до 20 кілометрів — було сподівання, що це підвищить видовищність перегонів. Гонка проводилась пізно восени, і через холоди прийшло всього 20 тисяч глядачів. До того ж європейські виробники відмовились посилати свої машини на гонки до США, лише ФІАТ продовжував брати участь у перегонах).
До 1910 року АКА і ААА об'єднались у Motor Cup Holding Company, до якої перейшло право проведення і Гран-прі США, і змагань за кубок Вандербільта. Через організаційні проблеми Гран-прі США більше не проводили.
На перегони 1910 року прийшло, за різними оцінками, 100…500 тисяч глядачів. І знову не обійшлось без проблем — автомобіль Луї Шевроле, на швидкості у 120 км/год, перелетів через огородження, загинув механік Чарльз Міллер. В іншій аварії загинув механік Ендрю Бекон. Як результат, автоперегони на дорогах загального користування було заборонено.
- 1908 —  Джордж Робертсон[en] (Locomobile)
- 1909 —  Гаррі Грант[en] (ALCO)
- 1910 —  Гаррі Грант (ALCO)

## Перегони 1911—1916 років
З 1911 року автоперегони проводились на спеціалізованих трасах: Саванна (1911), перекриті вулиці Мілвокі, Вісконсин (1913), Санта-Моніка (1914, 1916), Сан-Франциско (1915). У 1916 році кубок Вандербільта, 500 миль Індіанаполіса і ще понад десяток змагань об'єднали в один багатоетапний чемпіонат (уперше в світі!). У 1917 році США приєднались до бойових дій Першої світової війни і перегони більше не проводились. До того ж Вандербільт вважав, що виконав свою місію, і поступово втратив інтерес до перегонів.
Після Першої світової війни Європа і США пішли різними шляхами. У Європі стали розвиватися шосейно-кільцеві перегони. У Сполучених Штатах вважалось за краще змагатися на спідвеях — коротких овальних трасах, що нагадують іподроми.
- 1911 —  Ральф Малфорд[en] (Lozier[en])
- 1912 —  Ральф Де Пальма[en] (Mercedes)
- 1914 —  Ральф Де Пальма (Schroeder-Mercedes)
- 1915 —  Даріо Реста[en] (Peugeot)
- 1916 —  Даріо Реста (Peugeot)

## З 1936-го року

### Спроби відродження перегонів
Небіж Вандербільта, Джордж Вашингтон Вандербільт III, побудував в Лонг-Айленді швидкісну трасу, названу «Автодром імені Рузвельта». У 1936-му компанія «Alfa Romeo», спокушена великими призовими грошами, виставила трьох гонщиків і здобула перемогу. У 1937 році переміг німець Бернд Роземаєр.
- 1936 —  Таціо Нуволарі (Alfa Romeo)
- 1937 —  Бернд Роземаєр (Auto Union)

Траса виявилася нецікавою, до того ж американці не змогли скласти конкуренцію європейським машинам — тому гонки припинили проводити. Автодром було перепрофільовано на іподром. В даний час на місці іподрому знаходиться гіпермаркет.
Втім, іподрому судилося один раз попрацювати автодромом — Корнеліус Вандербільт IV у 1960 році спробував відродити кубок Вандербільта. Гонка проводилася в класі «Формула-юніор» — це були малопотужні машини, що нагадували боліди «Формули-1» і розганялись до 220 км/год. Гонка була блідою подобою великих перегонів 1900-х років.
- 1960 —  ГарріКартер ( Automobili Stanguellini[en])

Тоді Корнеліус переключився на інший клас машин. Тричі гонка на нью-йоркському автодромі Бриджгемптон (частина чемпіонату США з шосейних перегонів) носила назву «кубок Вандербільта».
- 1965 —  Джим Голл[en] (Chaparral[en])
- 1967 —  Марк Доног'ю[en] (Lola)
- 1968 —  Скіп Скотт (Lola)

### Champ Car World Series і Кубок Вандербільта
На знак визнання заслуг Вільяма Вандербільта в історії автоспорту, копія кубка Вандербільта вручалась переможцю гонки U.S. 500 (Michigan International Speedway), а потім переможцю Champ Car World Series аж до її банкрутства у 2008 році.
- 1996 —  Джиммі Вассер[en] (Reynard[en]-Honda)
- 1997 —  Алессандро Дзанарді (Reynard-Honda)
- 1998 —  Ґреґ Мур[en] (Reynard[en]-Mercedes)
- 1999 —  Тоні Канаан[en] (Reynard[en]-Honda)
- 2000 —  Жиль де Ферран[en] (Reynard[en]-Honda)
- 2001 —  Жиль де Ферран[en] (Reynard[en]-Honda)
- 2002 —  Крістіано да Матта[en] (Lola-Toyota)
- 2003 —  Пол Трейсі[en] (Lola-Ford)
- 2004 —  Себастьєн Бурде (Lola-Ford)
- 2005 —  Себастьєн Бурде (Lola-Ford)
- 2006 —  Себастьєн Бурде (Lola-Ford)
- 2007 —  Себастьєн Бурде (Panoz-Cosworth)

Після закриття Champ Car World Series Тоні Джордж, організатор IndyCar Series, проявив інтерес до Кубка як нагороди за перемогу в чемпіонаті, однак цією нагородою у 2011 році став Кубок Астор.
Оригінальний кубок Вандербільта зберігається у Смітсонівському інституті.